# 荻沢俊彦
荻沢 俊彦（おぎさわ としひこ、10月13日 - ）は、日本の男性俳優、声優。青森県出身。PACage所属。

## 人物
特技は歌唱。
2025年3月24日、オフィスPACが法人解散するにあたり所属メンバーでPACageを設立し移籍した。

## 出演

### テレビアニメ
- 名探偵コナン（2008年、野次馬）
- 鋼の錬金術師 FULLMETAL ALCHEMIST（2009年、幹部B）
- 四畳半神話大系（2010年、学生A）
- ルパン三世 血の刻印 〜永遠のMermaid〜（2011年、警官C）
- クイーンズブレイド リベリオン（2012年、支配人）
- LUPIN the Third -峰不二子という女-（2012年、野次馬A[4]）
- 最強銀河 究極ゼロ（2013年、漁師B）

### 劇場アニメ
- とある飛空士への追憶（2011年、正規兵）
- チベット犬物語 〜金色のドージェ〜（2012年、ソギャム）

### ゲーム
- Operation Flashpoint: Red River（2011年）
- ダンボール戦機ウォーズ（2013年、石垣ヨウスケ）
- キングダム ハーツIII（2019年）
- ドラゴンクエストXI 過ぎ去りし時を求めて S（2019年）
- 侍魂オンライン-朧月伝-（2020年、首斬り破沙羅[5]）
- ファイナルファンタジーVII リメイク（2020年）
- グランブルーファンタジー リリンク（2024年）
- ファイナルファンタジーVII リバース

### オーディオブック
- 終わった人（2017年）
- ノベライズ  SPECシリーズ（2020年 - 2021年、朗読）

### 吹き替え

#### 映画
- アウトロー（リンスキー）
- 悪の法則（カフェの主人）
- インビクタス/負けざる者たち
- 宇宙戦争ZERO
- ウルフ・オブ・ウォールストリート（オールデン・”シー・オッター”・クッファーバーグ）
- 奇人たちの晩餐会 USA
- シャッターアイランド
- 親愛なるきみへ
- ストリート・ダンス 3D
- セクター5 ［第5地区］
- 千年医師物語〜ペルシアの彼方へ〜
- ソウ・ザ・ファイナル
- タイタニック 愛と偽りの航海
- トランスフォーマー/リベンジ
- トレジャー・アイランド（ベン・ガン）
- パーシー・ジャクソンとオリンポスの神々/魔の海（リアドン）
- ヒューゴの不思議な発明
- ペネロピ
- ミケランジェロ・プロジェクト
- ラスト・シャンハイ（リン・ホァイ）
- ラルゴ・ウィンチ -裏切りと陰謀-

#### ドラマ
- 赤と黒
- アリス（ジャック）
- ALPHAS/アルファズ
- THE EVENT/イベント（トーマス〈クリフトン・コリンズ・Jr〉）
- WITHOUT A TRACE/FBI 失踪者を追え!
- エージェント・オブ・シールド（ドクター）
- APB ハイテク捜査網（DV8）
- NCIS 〜ネイビー犯罪捜査班（チャールズ・“チップ”・スターリング）
- お嬢様をお願い!
- 女の香り
- クリミナル・マインド FBI行動分析課
- クリミナル・マインド 特命捜査班レッドセル
- GRIMM/グリム
- 階伯〔ケベク〕（ケベク〈少年時代〉）
- ゴースト 〜天国からのささやき
- コールドケース7 ザ・ファイナル
- サイテー! ハイスクール（ケン）
- ザ・パシフィック
- シェイズ・オブ・ブルー ブルックリン警察 シーズン1（ハイム）
- シティーハンター in Seoul（パク・ホシク、ドゥシク）
- その冬、風が吹く（イ・ミョンホ）
- チェサピーク海岸（サイモン）
- テラノバ/Terra Nova
- Dr.HOUSE
- 犯罪捜査官 アナ・トラヴィス
- 火の女神ジョンイ
- フラッシュフォワード
- プロポーズ大作戦 〜Mission to Love
- ボードゥオーク・エンパイア2 欲望の街
- 僕らのイケメン青果店（イ・スル）
- マイスウィートソウル
- MAD MEN（テッド）
- ミス・マープル5 蒼ざめた馬
- ライ・トゥ・ミー 嘘は真実を語る
- リゾーリ&アイルズ ヒロインたちの捜査線
- リバーデイル（FP・ジョーンズ）
- レディプレジデント〜大物
- レバレッジ 〜詐欺師たちの流儀
- ロイヤル・スキャンダル 〜エリザベス女王の苦悩〜
- LOST

#### テレビ番組
- プロジェクト・ランウェイ（ザック、ジル）

#### アニメ
- ミッキーマウス!

### ボイスオーバー
- 現代の驚異
- 世界終焉へのカウントダウン
- プリント・ザ・レジェンド（ブリー・ペティス）
- ホワイト・ヘルメット -シリアの民間防衛隊-（モハメド・ファラ）

### 舞台
- The Apple Tree
- 真田風雲録
- スライス・オブ・サタディナイト
- 二月のディナー
- ペリクリーズ
- 僕の東京日記